# Чемпионат Европы по академической гребле 1959
Чемпионат Европы по академической гребле 1959 года прошёл на реке Сона в городе Макон (Франция). Сначала с 14 по 16 августа прошли женские соревнования, в ходе которых 33 экипажа из 12 стран разыграли 5 комплектов наград. Потом с 21 по 23 августа был проведён мужской турнир, 85 экипажей из 21 страны выявили сильнейших в 7 дисциплинах.
Так как Международная федерация гребного спорта не признавала ГДР, восточногерманские и западногерманские гребцы выступали в составе Объединённой команды Германии, которая также как и другие сборные могла быть представлена в каждой дисциплине лишь одним экипажем.

## Медалисты

### Женщины
| Дисциплина                        | Золото | Золото  | Серебро | Серебро | Бронза | Бронза  |
| Одиночки W1x                      | Венгрия · Корнелия Папп | 3:53,87 | СССР · Эмилия Мухина | 3:57,39 | Австрия · Ева Сика | 3:57,49 |
| Двойки парные W2x                 | СССР · Нина Опаленко · Людмила Отрошко | 3:27,98 | Румыния · Магда Жифку · Дора Лакатош | 3:31,03 | Чехословакия · Светла Бартакова · Гана Мусилова | 3:32,30 |
| Четвёрки парные с рулевыми W4x+   | СССР · Олимпиада Михайлова · Валентина Калегина · Галина Путырская · Лариса Писарева · Зинаида Андреева (р)                                                                         | 3:18,04 | ГДР · Герта Вайсиг · Гизела Хайссе · Ханнелоре Гёттлих · Хельга Рихтер · Ханнелоре Шнайдер (р)                                                                 | 3:19,10 | Румыния · Магда Жифку · Эмилия Ригард · Дойна Чолаку · Стела Станчу · Анджела Кодряну (р)                                                                           | 3:22,98 |
| Четвёрки распашные с рулевыми W4+ | СССР · Валентина Терехова · Надежда Шкункова · Элла Сергеева · Нина Шаманова · Виктория Добродеева (р)                                                                              | 3:23,98 | Румыния · Фелича Урзичану · Мария Тринкс · Стела Гэван · Марта Кардош · Штефания Борисов (р)                                                                   | 3:26,33 | Венгрия · Алайосне Лабоди · Дьёзёне Лукачич · Жужанна Ракитаи · Оттоне Надь · Рудольфне Радваньи (р)                                                                | 3:27,04 |
| Восьмёрки W8+                     | СССР · Валентина Ширшикова · Вера Реброва · Нонна Печерникова · Лидия Зонтова · Зинаида Кириллина · Нина Коробкова · Зинаида Коротова · Надежда Гончарова · Виктория Добродеева (р) | 3:06,30 | ГДР · Анита Бланкенфельд · Ингеборг Петер · Ингрид Древс · Вальтрауд Динтер · Хильде Амеланг · Марианне Шульце · Хелла Шульц · Марианне Фальк · Урсула Вик (р) | 3:12,34 | Венгрия · Алайосне Лабоди · Мария Закали · Ласлоне Халас · Магда Хельмих · Юдит Салатнаи · Жужанна Ракитаи · Дьёзёне Лукачич · Оттоне Надь · Рудольфне Радваньи (р) | 3:13,33 |

### Мужчины
| Дисциплина               | Золото | Золото  | Серебро | Серебро | Бронза | Бронза  |
| Одиночки M1x             | СССР · Вячеслав Иванов | 6:58,89 | ФРГ Клаус фон Ферзен | 7:03,61 | Польша · Теодор Коцерка | 7:08,86 |
| Двойки парные M2x        | СССР · Александр Беркутов · Юрий Тюкалов                                                                                           | 6:29,49 | Чехословакия · Вацлав Козак · Павел Шмидт | 6:30,17 | Нидерланды · Петер Баккер · Якобюс Рентместер | 6:35,10 |
| Двойки без рулевых M2-   | ФРГ Инго Клифот Бернд Крузе | 6:44,73 | СССР · Олег Голованов · Валентин Борейко | 6:45,35 | Австрия · Альфред Загедер · Йозеф Клоимштайн | 6:54,74 |
| Двойки с рулевыми M2+    | ФРГ Клаус Рикеман Ханс Берендес Ханс-Дитер Майер (р)                                                                               | 7:16,40 | Италия · Ренцо Остино · Джованни Ансельми · Винченцо Бруно (р)                                                                                            | 7:19,33 | Румыния · Стельян Петров · Ион Войкан · Опря Пэунеску (р) | 7:23,98 |
| Четвёрки без рулевых M4- | Швейцария · Готтфрид Коттман · Рольф Штройли · Эмиль Эсс · Ханс-Руди Шеллер                                                        | 6:21,03 | ФРГ Гюнтер Шроерс Манфред Илльнер Виктор Хендрикс Манфред Клут                                                                                            | 6:21,82 | Чехословакия · Людек Мусил · Рене Либал · Мирослав Йишка · Йиндржих Блажек                                                                                      | 6:22,66 |
| Четвёрки с рулевыми M4+  | ФРГ Клаус Вегнер Герд Цинтль Хорст Эфферц Клаус Хесс Михаэль Обст (р)                                                              | 6:25,98 | Нидерланды · Мартен Фемерс · Корнелис Вестерман · Петер ван Хапс · Фейе Мейе · Иван Ванир (р)                                                             | 6:32,89 | Швеция · Челль Ханссон · Ульф Густафссон · Леннарт Ханссон · Ларс Густафссон · Бенгт Гуннарссон (р)                                                             | 6:37,80 |
| Восьмёрки M8+            | ФРГ Ханс Ленк Карл-Хайнц Хопп Клаус Биттнер Карл фон Гроддек Крафт Шепке Франк Шепке Вальтер Шрёдер Манфред Рулффс Вилли Падге (р) | 5:51,71 | Чехословакия · Павел Гофман · Вацлав Йиндра · Богумил Яноушек · Ян Шведа · Йозеф Швец · Лудек Поезный · Ян Йиндра · Станислав Луск · Мирослав Коничек (р) | 6:01,40 | СССР · Игорь Хохлов · Борис Фёдоров · Георгий Гущенко · Анатолий Антонов · Юрий Попов · Ярослав Чёрствый · Георгий Брюльгарт · Олег Васильев · Юрий Поляков (р) | 6:02,09 |

## Командный зачёт
| Место | Страна       | Золото | Серебро | Бронза | Всего |
| ----- | ------------ | ------ | ------- | ------ | ----- |
| 1     | СССР         | 6      | 2       | 1      | 9     |
| 2     | Германия     | 4      | 4       | 0      | 8     |
| 3     | Венгрия      | 1      | 0       | 2      | 3     |
| 4     | Швейцария    | 1      | 0       | 0      | 1     |
| 5     | Румыния      | 0      | 2       | 2      | 4     |
| 5     | Чехословакия | 0      | 2       | 2      | 4     |
| 7     | Нидерланды   | 0      | 1       | 1      | 2     |
| 8     | Италия       | 0      | 1       | 0      | 1     |
| 9     | Австрия      | 0      | 0       | 2      | 2     |
| 10    | Польша       | 0      | 0       | 1      | 1     |
| 10    | Швеция       | 0      | 0       | 1      | 1     |
| Всего | Всего        | 12     | 12      | 12     | 36    |